# Zakdoek

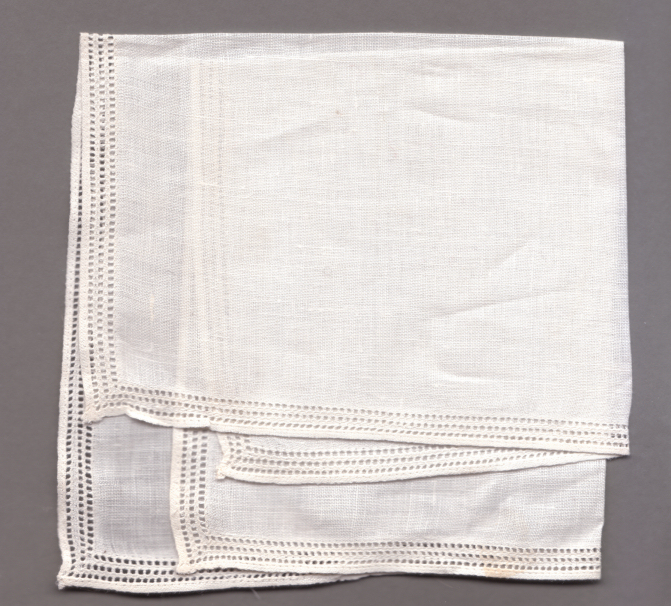
Een zakdoek

Een zakdoek is een doek van stof of papier (in het laatste geval ook tissue genoemd) om in te niezen, de neus in te snuiten, of om handen en gezicht mee af te vegen. Een papieren zakdoek (of papieren servet, of doekje van een keukenrol) wordt meer algemeen gebruikt om iets schoon en/of droog te maken.

## Homoseksualiteit
In de jaren 70 van de twintigste eeuw ontstond in San Francisco het gebruik om met een zakdoek hangend uit de kontzak via de Hanky code aan te geven of iemand homoseksueel was. Met de kleur werd aangeduid wat de voorkeur was (bijvoorbeeld lichtblauw voor orale seks of grijs voor bondage) en met de positie (linker- of rechterkontzak) of dit actief of passief was.

## Geheugensteuntje
Als geheugensteuntje werd ook wel een knoop in de punt van de zakdoek gelegd. Gebruiker werd er dan bij ieder gebruik aan herinnerd dat er nog iets moest gebeuren.

## Kinderliedje
Een traditioneel Nederlands kinderliedje begint met de regels: 'Zakdoekje leggen, niemand zeggen'.